# Stardew Valley
A Stardew Valley egy szimulációs szerepjáték, melyet Eric Barone fejlesztett. A játék 2016 februárjában jelent meg, 2020-ban pedig átlépte a 20 millió eladott példányt. A játék nem rendelkezik lineáris menettel vagy történettel, a játékos a maga módján fedezi fel a lehetőségeit, az őt körülvevő világot, és a benne élőket. Többjátékos módjában akár négyen is tudnak együtt játszani, helyi hálózaton, vagy meghívókódok segítségével.

## Fejlesztés
A Stardew Valley-t (eredeti nevén Sprout Valley) Eric Barone amerikai játékfejlesztő készítette el, aki a négy évnyi programozás alatt egymaga készítette el a játék kinézetét, zenéjét, és motorját. A játék megjelenését 2012-ben jelentette be a Steam-en, majd 2016. február 26-án érkezett meg számítógépre, és a kiadás utáni első két hónapban több mint egymillió példányban kelt el. A játék később Mac, Linux, PlayStation 4, Xbox One, Nintendo Switch, iOS és Android támogatást is kapott.

## Játékmenet

###### Alaphelyzet
A játékos a nagyvárosban, a JoJa vállalat irodájában ülve megpillantja a nagyapjától kapott levelet, melyben rá hagyja a Stardew Valleyban, Pelikán városban található farmját. Megelégelve a városi robotolást a játékos buszra száll, és átveszi az irányítást a farm fölött.

###### Lehetőségek
A játék elején a játékos ki tudja választani a farmja típusát és nevét, karakterének kinézetét, a nevét, és kedvenc dolgát. A játékon belül lehetőség van növényeket ültetni és gondozni, az erdőben gyűjtögetni, főzni, horgászni, bányászni, szörnyekkel harcolni, ereklyéket és könyveket keresni, valamint a több mint 40 falusival beszélgetni, közülük 12-vel lehet házasodni és családot alapítani is. A játékos pénzt a farmján termelt javak eladásával, valamint a falusiak kívánságainak teljesítésével tud. Bár a játék konkrét történettel nem rendelkezik, a különböző feladatok és teljesítési módjuk más-más opciókat nyitnak meg a játékos előtt, melyek megváltoztathatják a játékmenetet, valamint kibővíthetik a játszható területet.

## Fogadtatás
A Stardew Valley általánosan pozitív fogadtatásban részesült, a kiadása utáni első két héten 400.000, első két hónapban egymillió példányban kelt el. Több publikáció a világ legjobb játékai között tartja számon.
Sok médium dicsérte a fejlesztőket a játékban fellelhető LMBT-reprezentációért, ugyanis a játékos nemtől függetlenül választhat párt magának, azonos nemű pár esetén pedig örökbe is fogadhatnak játékon belül. A játéknak sokak szerint hangsúlyos antikapitalista csengése is van, ezzel a JoJa Vállalat negatív színben való feltűntetésére utalva.